# Maureen Connolly
Maureen Catherine Connolly (házassága után Maureen Catherine Connolly-Brinker) (1934. szeptember 17. - 1969. június 21.) amerikai teniszjátékos, aki az 1950-es évek elején kimagasló eredményeket ért el a női teniszben: 9 alkalommal nyert egyéni Grand Slam tornát. 1953-ban ő lett az első női teniszező, aki mind a 4 torna megnyerésével teljesítette a naptári Grand Slamet. A 4 tornán összesen csak egy játszmát veszített.
A "Little Mo" becenevet egy sportújságírótól kapta, aki ütései erejét a "Big Mo" néven közismert USS Missouri hadihajó tűzerejéhez hasonlította.
Teniszpályafutását egy 1954 júliusában bekövetkezett lovasbaleset törte derékba, mindössze 19 éves korában, néhány héttel harmadik wimbledoni győzelme után. Hivatalosan 1955 februárjában vonult vissza. 1969-ben hunyt el petefészekrák következtében.
Maureen Connolly-t 1969-ben az International Tennis Hall of Fame tagjai közé választották. Életéről Little Mo címmel film is készült 1978-ban.

## Grand Slam győzelmek

### Egyéni
| Év   | Helyszín          | Borítás | Ellenfél         | Eredmény      |
| ---- | ----------------- | ------- | ---------------- | ------------- |
| 1951 | US Open           | Fű      | Shirley Fry      | 6–3, 1–6, 6–4 |
| 1952 | Wimbledon         | Fű      | Louise Brough    | 6–4, 6–3      |
| 1952 | US Open (2)       | Fű      | Doris Hart       | 6–3, 7–5      |
| 1953 | Australian Open   | Fű      | Julia Sampson    | 6–3, 6–2      |
| 1953 | Roland Garros     | Salak   | Doris Hart       | 6–2, 6–4      |
| 1953 | Wimbledon (2)     | Fű      | Doris Hart       | 8–6, 7–5      |
| 1953 | US Open (3)       | Fű      | Doris Hart       | 6–2, 6–4      |
| 1954 | Roland Garros (2) | Salak   | Ginette Bucaille | 6–4, 6–1      |
| 1954 | Wimbledon (3)     | Fű      | Louise Brough    | 6–2, 7–5      |

### Páros
| Év   | Helyszín        | Borítás | Partner          | Ellenfelek                      | Eredmény      |
| ---- | --------------- | ------- | ---------------- | ------------------------------- | ------------- |
| 1953 | Australian Open | Fű      | Julia Sampson    | Beryl Penrose Mary Bevis Hawton | 6–4, 6–2      |
| 1954 | Roland Garros   | Salak   | Nell Hall Hopman | Maude Galtier Suzanne Schmitt   | 7–5, 4–6, 6–0 |

### Vegyes páros
| Év   | Helyszín      | Borítás | Partner  | Ellenfelek                     | Eredmény |
| ---- | ------------- | ------- | -------- | ------------------------------ | -------- |
| 1954 | Roland Garros | Salak   | Lew Hoad | Jacqueline Patorni Rex Hartwig | 6–4, 6–3 |

## Fordítás
Ez a szócikk részben vagy egészben  a   Maureen Connolly című angol Wikipédia-szócikk ezen változatának fordításán alapul.  Az eredeti cikk szerkesztőit annak laptörténete sorolja fel. Ez a jelzés csupán a megfogalmazás eredetét és a szerzői jogokat jelzi, nem szolgál a cikkben szereplő információk forrásmegjelöléseként.